# Жепин
Жепин (пољ. Rzepin) је град у Пољској у Војводству Лубушком у Повјату słubicki. Према попису становништва из 2011. у граду је живело 6.732 становника.

## Становништво
Према прелиминарним подацима са пописа, у граду је 2011. живело 6.732 становника.
| 2002. | 2011. | 2012. |
| ----- | ----- | ----- |
| 6.357 | 6.732 | 6.706 |